# Порно прича
Порно прича је српски филм из 2022. године у режији и по сценарију Александра Јанковића. Настао је по мотивима популарне позоришне представе Аматери аутора Боривоја Радаковића.
Премијерно је приказан на 46. Фестивалу филмског сценарија у Врњачкој Бањи. Биоскопска дистрибуција филма је кренула 8. децембра 2022. године.

## Радња
Касир из маркета и водоинсталатер долазе на идеју да сниме први српски уметнички порно филм и тако заувек реше проблем егзистенције. Главни актери су професионална проститутка и веома обдарен локални пробисвет. Како снимање одмиче, филм постаје урнебесна комедија, а њихове судбине Порно прича.

## Улоге
| Глумац            | Улога        |
| ----------------- | ------------ |
| Иван Ђорђевић     | Грга         |
| Миљан Прљета      | Крап         |
| Миодраг Фишековић | Кука         |
| Даница Грубачки   | Стела        |
| Радмила Тукоди    | Гргина тетка |